# Pamela Pancis
Pamela Pancis (* 3. September 1976 in Salzburg) ist eine ehemalige österreichische Squashspielerin.

## Karriere
Pamela Pancis spielte in den 1990er-Jahren erstmals auf der WSA Tour. Ihre beste Platzierung in der Weltrangliste erreichte sie mit Rang 148 im März 2005. Zwischen 1989 und 2006 wurde sie 16 Mal österreichische Staatsmeisterin. Mit der österreichischen Nationalmannschaft nahm sie 1998, 2002, 2004, 2006 und 2008 an der Weltmeisterschaft teil. Darüber hinaus gehörte sie mehrfach zum österreichischen Kader bei Europameisterschaften. Sie vertrat Österreich zudem 1999 beim WSF World Cup an der Seite von Clemens Wallishauser und Gerhard Schedlbauer sowie 2005 bei den World Games, wo sie in der ersten Runde gegen Jenny Tranfield ausschied.
Im Einzel stand sie 1992, 1994 und 1997 im Hauptfeld, wo sie jeweils in der ersten Runde ausschied. Zwischen 2004 und 2008 nahm sie fünfmal in Folge an der Europameisterschaft teil und erreichte 2004 mit dem Viertelfinale ihr bestes Abschneiden. Dort unterlag sie Vicky Hynes in drei Sätzen.
Pamela Pancis ist seit dem Jahr 2000 staatlich geprüfte Fitnesstrainerin und betreibt in Bergheim ein Fitnessstudio.

## Erfolge
- Österreichische Staatsmeisterin: 16 Titel (1989, 1990, 1992–2002, 2004–2006)
- Sportlerin des Jahres in Salzburg: 1996